# ミッコ・ヒルボネン
ミッコ・ヒルボネン（芬: Mikko Hirvonen、1980年7月31日 - ）は、フィンランド・中央スオミ県出身のラリードライバー。世界ラリー選手権 (WRC) で活躍した後、ダカールラリーにも参戦した。

## 経歴

### WRC

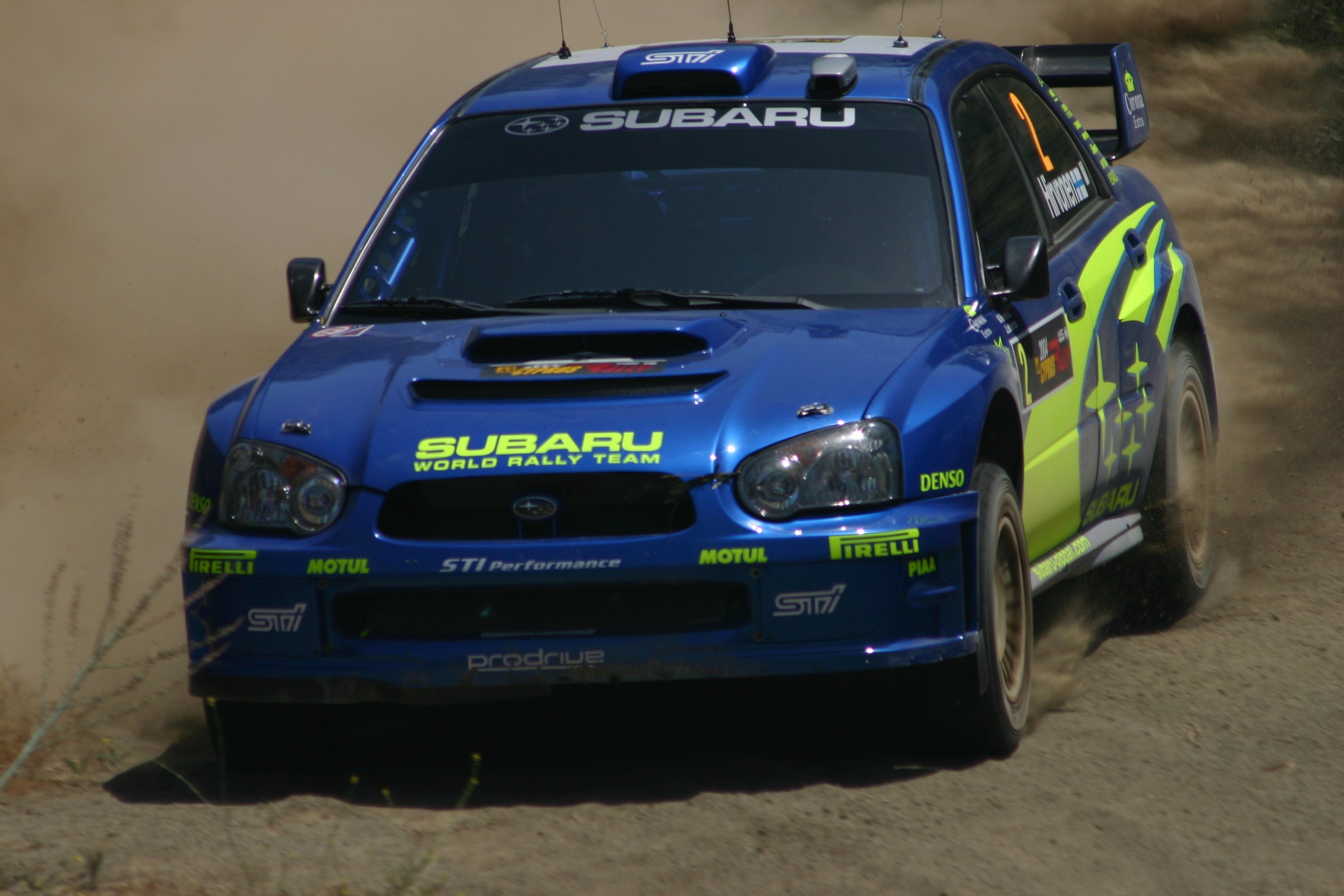
スバル・インプレッサWRX STIをドライブ（2004年キプロス・ラリー）

他の多くのラリー・ドライバーと同じく彼もラリー競技が身近な環境で育ち、18歳のときに本格的なキャリアをスタートさせる（その頃は彼の親族が交替でコ・ドライバーを務めていた）。フィンランド国内のラリーを中心に参戦を続けていたが、ターマックでの走行距離を伸ばす事にも必要性を感じてイギリスやフランスのラリーにも参加した。
2003年よりフォードから世界ラリー選手権（WRC）にフル参戦を果す。その後引退するトミ・マキネンから推薦を受け、2004年にスバルへ移籍するものの、ペター・ソルベルグ中心のチーム体制に馴染めずミスを重ねてシーズン終了後にチームから放出される憂目を体験する。

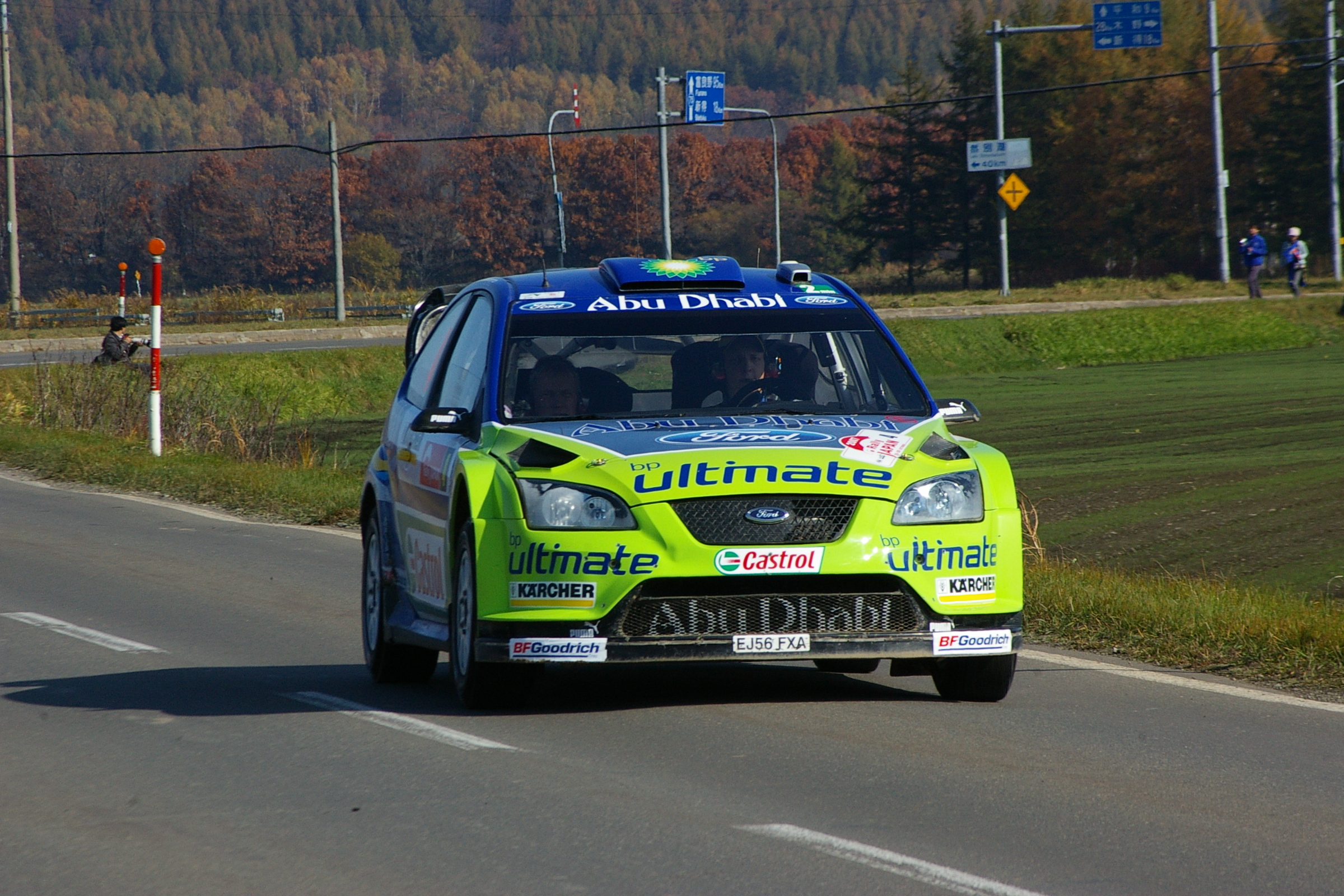
ミッコ・ヒルボネンが運転するフォーカスWRC'07（ラリージャパン2007）

しかし、2005年にフォード・フォーカスの型落ちマシンでスポット参戦し、ラリー・カタルーニャで3位表彰台を獲得するなど大きな活躍を見せた事が評価され、2006年からは再びフォードワークスから参戦。同年のラリー・オーストラリアにてWRC初優勝を決めてドライバーズタイトルランキング3位となる。2007年もノルウェー、ラリージャパン、GBと3勝をあげ前年同様のランキング3位とし、フォードの2年連続マニュファクチャラーズタイトル獲得に大きく貢献した。
2008年は、マーカス・グロンホルムの引退に伴い1stドライバーへ昇格すると、安定した走りで3勝を挙げセバスチャン・ローブに次ぐランキング2位。2009年は序盤5戦全てをライバルであるセバスチャン・ローブが優勝し20ポイント差まで広がったが、後半戦に激しく追い上げ最終戦ラリーGBを前に1ポイントのリードを得たものの、ラリーGBでローブを上回る成績を残せず最終的に1ポイントの僅差でタイトルを逃す。
2010年は開幕戦ラリー・スウェーデンで優勝するもラリー・メキシコ以降は不調が続き、ランキング6位に終わる。また、インターコンチネンタル・ラリー・チャレンジ (IRC) の開幕戦モンテカルロにスポット参戦し、フォード・フィエスタS2000のデビューウィンを飾る。
2011年の開幕戦スウェーデンでは1年振りに優勝し連覇を成し遂げる。その後はシトロエン・ワークスのセバスチャン・ローブ、セバスチャン・オジェに優勝を独占されるもラリー・オーストラリアで優勝、フランス、スペインでのヤリ＝マティ・ラトバラのサポートもあり三つ巴のタイトル争いに踏み止まった。その後スペインでオジェがリタイアし脱落した事でローブとの一騎討ちとなり、最終戦ラリーGBを前に8ポイント差まで迫る。しかしラリーGBでは共にリタイアとなり、またしてもタイトルには手が届かなかった。

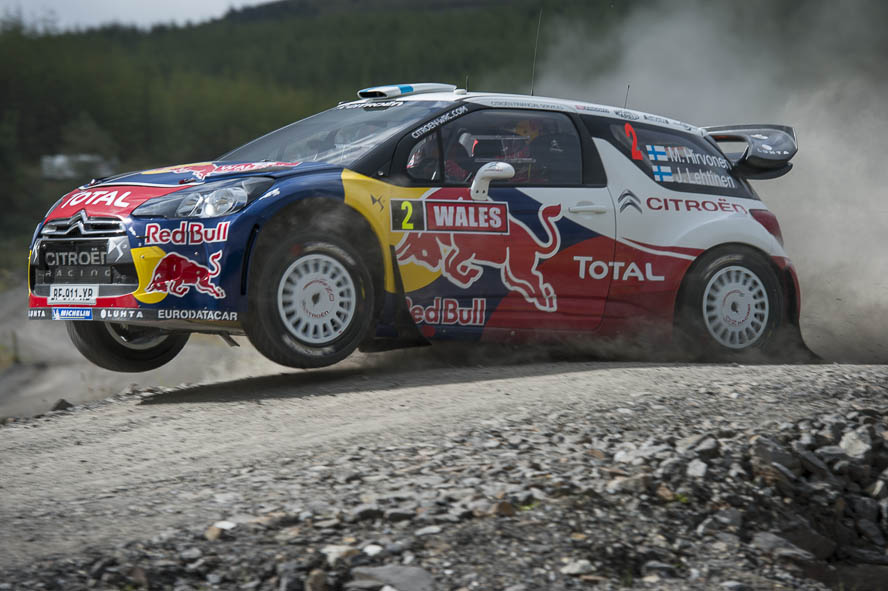
シトロエン・DS3 WRCを運転するヒルボネン（2012ラリーGB）

2012年はシトロエンへ移籍し、ローブをサポートするナンバー2ドライバーとなる。その安定した走りでマニュファクチャラーズタイトル獲得に貢献した。さらにターマック能力も向上。ラリー・イタリア・サルディニアではシトロエン移籍後初優勝も果たし、ローブに次ぐランキング2位に入った。
2013年はローブの第一線の引退を受け、シトロエンの1stドライバーへ昇格。タイトル候補筆頭に挙げられていたが、この年からフル参戦したフォルクスワーゲンのセバスチャン・オジェの圧倒的な速さに対抗出来ず、ドライバーズランキングは4位となるが未勝利に終わった。
2014年は元フォードワークスだった古巣Mスポーツへ復帰。本来の調子は戻らず前半戦はラリー・ド・ポルトガルの2位が最高位となった。後半戦は新型フィエスタにスイッチし、第12戦カタルーニャでポルトガル以来となる3位表彰台を得る。しかしカタルーニャ終了後にWRC引退を表明した。自身の公式サイトでは「世界中を回ったラリーが今も大好きだが、家族のことなど人生で大切なものに集中したい」と述べた。最終戦ラリーGBでは本来の速さを取り戻し、2位表彰台に入り13年間の現役生活に幕を下ろした。
2015年より、同郷のトミ・マキネンがチーム代表を務めるTOYOTA GAZOO Racingの若手ラリー選手を育成をするチャレンジプログラムの講師として参加し、ヤリスWRCのテストにも協力した。また、シトロエンではWRCの本番走行前にコースを確認するセーフティクルーを務めている。
2019年はかつてのチームメイトマルコ・マルティンがオーナーを務めるMMモータースポーツからヨーロッパラリー選手権(ERC)のキプロスにフォード・フィエスタR5で参戦し、優勝争いには絡めなかったが現役時代の時と変わらない安定感を見せ3位表彰台を獲得した。

### ラリーレイド

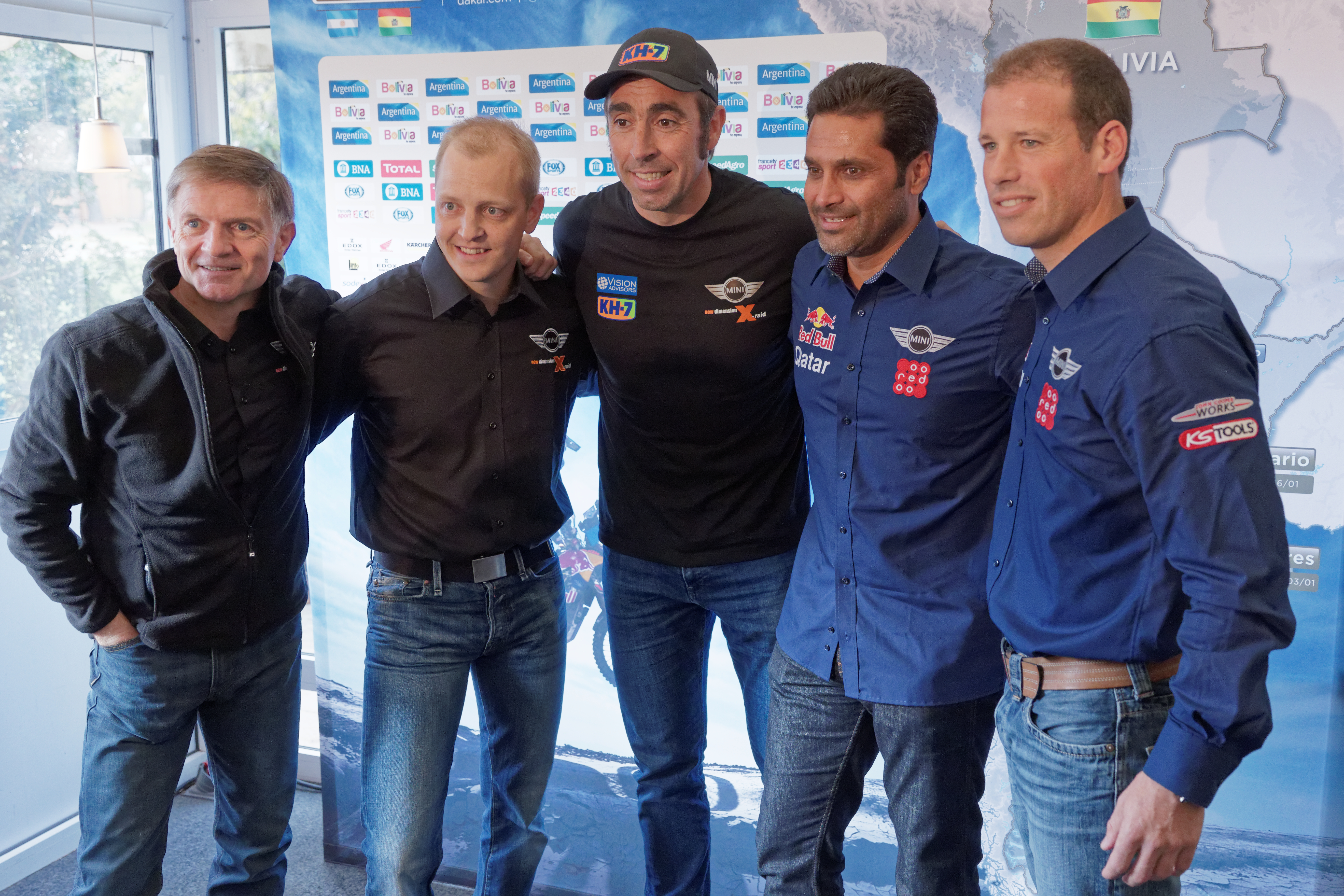
2016年X-raidのダカールに向けてのプレスカンファレンスにて。（左から2番目）

WRC引退後の2015年、MINIのレース活動を行うX-raidと契約し、ダカールラリーへ挑戦することを表明した。コ・ドライバーはカルロス・サインツやナニ・ロマとも組んだ、ベテランのミシェル・ペラン。初参戦の2016年はMINI・ALL4 Racingを運転してステージ優勝1回を記録。総合4位で完走し、ベストルーキー賞を受けた。2017年はAll4 Racingの後継車であるMINI・ジョン・クーパー・ワークス・ラリーを運転して上位争いに絡むが、大会終盤にトラッククラスの車両と接触して総合13位に終わる。
またクロスカントリーラリー・ワールドカップにも参戦し、2016年のハンガリアン・バハで初優勝した。

## 人物像
多くが過激で特徴的なキャラクター性を持つWRC主要ドライバーの中におき、地味なまでに「普通の青年」といった印象であるが、多くのトップドライバー達と同様にラリーへの情熱とドライビングの冷静さを持ち合わせており、また礼儀正しい。不運に多く見舞われたり、スバルに所属したという経歴に加え、彼自身の女性的な柔和な容姿や表情も相まって、日本での人気はかなり高く、大勢の固定ファンを獲得している。
また、クレバーな走りで確実にポイントを獲得していける堅実さを持ち、彼のセカンドドライバーとしてのキャリアは称賛に値する。
早くから評価されていた才能が開花し飛躍の年となった2006年以降は上位争いに度々顔を出し、また自信ある男らしい表情を見せることも多くなり、男女問わずその人気は更に高まっている。
自動車のメカニズムへの理解が非常に深く、通常ならリタイヤするようなメカニックトラブルを自力で解決し、結果的に完走してポイントを獲得したこともある。2004年のラリージャパンでは、SS24でギアボックスが全般にわたり破損したものの、彼と彼のコ・ドライバーは懸命の努力で1速を回復し、油まみれでサービスエリアへ到着。その後みごとに7位で完走を果たし、チャンピオンシップポイントを獲得している。
彼と彼の元同僚でもあるマルコ・マルティンは、特にメカに強いことで有名である。
息子のローペ・ヒルボネンも2022年に16歳でラリーデビューを果たしている。

## 戦績

### WRC戦績
- 2014 - ドライバーズ選手権 年間4位 (Mスポーツ)
- 2013 - ドライバーズ選手権 年間4位 (シトロエン)
- 2012 - ドライバーズ選手権 年間2位 (シトロエン)
- 2011 - ドライバーズ選手権 年間2位 (フォード)
- 2010 - ドライバーズ選手権 年間6位 (BP-フォード)
- 2009 - ドライバーズ選手権 年間2位 (BP-フォード)
- 2008 - ドライバーズ選手権 年間2位 (BP-フォード)
- 2007 - ドライバーズ選手権 年間3位 (BP-フォード)
- 2006 - ドライバーズ選手権 年間3位 (BP-フォード)
- 2005 - ドライバーズ選手権 年間10位 (プライベート・フォード)
- 2004 - ドライバーズ選手権 年間7位 (スバル)
- 2003 - ドライバーズ選手権 年間12位 (フォード)

### WRC以前
- 2002 - フィンランドF2 タイトル獲得
- 2001 - フィンランド国内選手権 総合2位
- 2000 - フィンランド・ジュニア選手権 総合7位